# اک بولاک
اک بولاک (به لاتین: Ak Bolak) یک منطقهٔ مسکونی در افغانستان است که در ولایت تخار واقع شده‌است.